# Estación Haedo (soterrada)
Haedo será una futura estación del soterramiento del ferrocarril Sarmiento. Se ubicará en el barrio del mismo nombre, partido de Morón, Gran Buenos Aires, Argentina.